# 宋晓玲
宋晓玲（1970年3月—），女，汉族，甘肃武山人，中华人民共和国政治人物。现任新疆天业（集团）有限公司党委书记、董事长。全国三八红旗手标兵。